# Medioevo (rivista)
Medioevo è una rivista di storia pubblicata in Italia dal 1997.

## Storia editoriale
Pubblicata dalla De Agostini dal 1997, nel 2018 la testata è stata acquisita dalla casa editrice Timeline Publishing.